# THE TSURAI
「THE TSURAI」（ざ つらい）は1987年9月21日に発売された爆風スランプ9枚目のシングル。

## 概要
4thアルバム「JUNGLE」先行シングル。プロデューサー新田一郎が在籍したバンド、スペクトラムのメンバーがホーンセクションで参加。'87秋「ウールマーク」CMソング。

## 収録曲
1. THE TSURAI
作詞:サンプラザ中野　作曲:江川ほーじん　編曲:新田一郎/爆風スランプ
2. More Than True
作詞:サンプラザ中野　作曲:ファンキー末吉　編曲:爆風スランプ

## 収録アルバム
- JUNGLE (#1,2)
- 青春玉 -学生時代- (#1)
- GOLDEN☆BEST 爆風スランプ ALL SINGLES (#1)